# Chikyū bōei kazoku
Chikyū bōei kazoku (地球防卫家族) est une série animée, créée et écrite par Shoji Kawamori et dirigée par Tetsu Kimura. La série a été diffusée au Japon sur WOWOW entre le 9 janvier 2001 et le 29 mars 2001, couvrant un total de 13 épisodes, un quatorzième spécial étant inclus dans le coffret édité en novembre 2002. La série a été diffusée par le réseau de télévision Animax anime l'ensemble de ses réseaux respectifs dans le monde entier, y compris ses réseaux de langue anglaise et en Asie du Sud sous le titre The Family's alliance défensive que l’on peut traduire en français par Alliance défensive de la famille. Elle est sortie en DVD en Amérique du Nord par Geneon sous le titre The Daichis: Earth Defence Family, mais n'a pas encore été diffusée dans la région[Quand ?].

## Synopsis
Elle est centrée sur une famille dysfonctionnelle japonaise ayant pour tâche de défendre la Terre des envahisseurs extraterrestres.
La famille Daichi est au bord de l'implosion. Entre une mère obsédée par l'argent qui vient de demander le divorce, un père otaku et une sœur qui n'en peux plus d'être exploitée par la famille pour faire les corvées de la maison, Dai, le plus jeune enfant de la famille, ne sait plus où se mettre.
Mais, lorsque la planète Terre est menacée par des aliens, c'est vers cette famille que se tourne la Galaxy Federation. Au delà de combattre des aliens, cette opportunité permettra peut-être à cette famille de combattre ses vieux démons et de redevenir soudée comme jamais...

## Liste des épisodes
| N°                                                               | Titre de l'épisode                              | Titre original                                            | Date de 1er diffusion |
| ---------------------------------------------------------------- | ----------------------------------------------- | --------------------------------------------------------- | --------------------- |
| 1                                                                | Earth's Final Day                               | "Chikyū Saigo no Hi" (地球最期の日)                       | 9 janvier 2001        |
| 2                                                                | The Broken Family                               | "Minna Barabara" (みんなバラバラ)                         | 16 janvier 2001       |
| 3                                                                | Yellow Card                                     | "Ierō Kādo" (いえろおかあど)                              | 23 janvier 2001       |
| 4                                                                | Surprise! The Daichi Family's Weird             | "Gyōten! Daichi-ke no Hen" (仰天!大地家の変)              | 30 janvier 2001       |
| 5                                                                | Special Training! Sleepless Nights              | "Tokkun! Nemurenai Yoru" (特訓!眠れない夜)                | 6 février 2001        |
| 6                                                                | Soldier's repose                                | "Senshi no kyūsoku" (戦士の休息)                          | 13 février 2001       |
| 7                                                                | That guy in the rain                            | "Ame no Naka no Aitsu" (雨の中のアイツ)                   | 20 février 2001       |
| 8                                                                | Cute Invaders                                   | "Kawaii Shinryakusha" (かわいい侵略者)                    | 27 février 2001       |
| 9                                                                | The day Love destroyed the Earth                | "Ai ga Chikyū o Horobosu Hi" (愛が地球を滅ぼす日)         | 6 mars 2001           |
| 10                                                               | Eight p.m., before Hachiko                      | "Hachikō-mae, Yoru Hachi-ji" (ハチ公前、夜8時)            | 13 mars 2001          |
| 11                                                               | Shudder! The deep darkness of the Daichi family | "Senritsu! Daichi-ke no Fukai Yami" (戦慄!大地家の深い闇) | 20 mars 2001          |
| 12                                                               | Berth D in flames                               | "Honno no Bāsu Di" (炎のバースディ)                       | 27 mars 2001          |
| 13                                                               | Decisive battle! Flowers for you...             | "Kessen! Hanataba o Kimi ni" (決戦! 花束を君に...)        | 29 mars 2001          |
| 14                                                               | Into the Depths of Marital Hell                 | "Zekkyō! Ai no Meikyū Jigoku" (絶叫!愛の迷宮地獄)         | N/A                   |
| Episode jamais diffusé au Japon car considéré comme trop violent |                                                 |                                                           |                       |